# Kevin McHattie
Kevin McHattie (Glenrothes, 15 juli 1993) is een Schots voetballer die bij voorkeur als verdediger speelt. Hij tekende in september 2015 een contract tot medio 2018 bij Kilmarnock, dat hem transfervrij overnam van Hearts.
McHattie stroomde in 2011 door vanuit de jeugd van Hearts. Hiervoor debuteerde hij op 13 augustus 2011 in het eerste elftal, tegen Aberdeen. De wedstrijd werd met 3-0 gewonnen.

## Erelijst
| Kampioen Scottish Championship | 1x | 2014/15 |